# Kotorów
Kotorów pronunciación en polaco: /[kɔˈtɔruf/] es un pueblo ubicado en el distrito administrativo de Gmina Werbkowice, dentro del Condado de Hrubieszów, Voivodato de Lublin, en Polonia oriental. Se encuentra aproximadamente a 5 kilómetros al suroeste de Werbkowice, a 16 kilómetros al suroeste de Hrubieszów, y a 101 kilómetros al sureste de la capital regional Lublin.